# ميدوي (فلوريدا)
ميدوي، مقاطعة غادسدن (بالإنجليزية: Midway, Gadsden County, Florida)‏ هي مدينة تقع في مقاطعة غادسدن (فلوريدا) بولاية فلوريدا في الولايات المتحدة. تبلغ مساحتها 9.9 (كم²)، وترتفع عن سطح البحر  م، بلغ عدد سكانها 3004 نسمة في عام 2010 حسب إحصاء مكتب تعداد الولايات المتحدة وتصل الكثافة السكانية فيها 146.1 نسمة/كم2.